# Bakonyszentkirály
Bakonyszentkirály is een plaats (község) en gemeente in het Hongaarse comitaat Veszprém. Bakonyszentkirály telt 875 inwoners (2009).
Bakonyszentkirály grenst aan het dorp Csesznek. Het dorpje is gelegen in de heuvels van het Bakony gebied. Het dorpje draagt zijn naam al sinds de 14e eeuw, toen het nog bekend was als "Zentkyral". In de vroege middeleeuwen was het dorpje koninklijk eigendom. Rond de 18e eeuw waren de meeste mensen calvinisisch. In die tijd zijn ook de calvinistische kerk en school gebouwd.
Het gebied rond het dorp, met de frisse lucht, de kalmte en het bos maakt het ideaal voor toerisme.

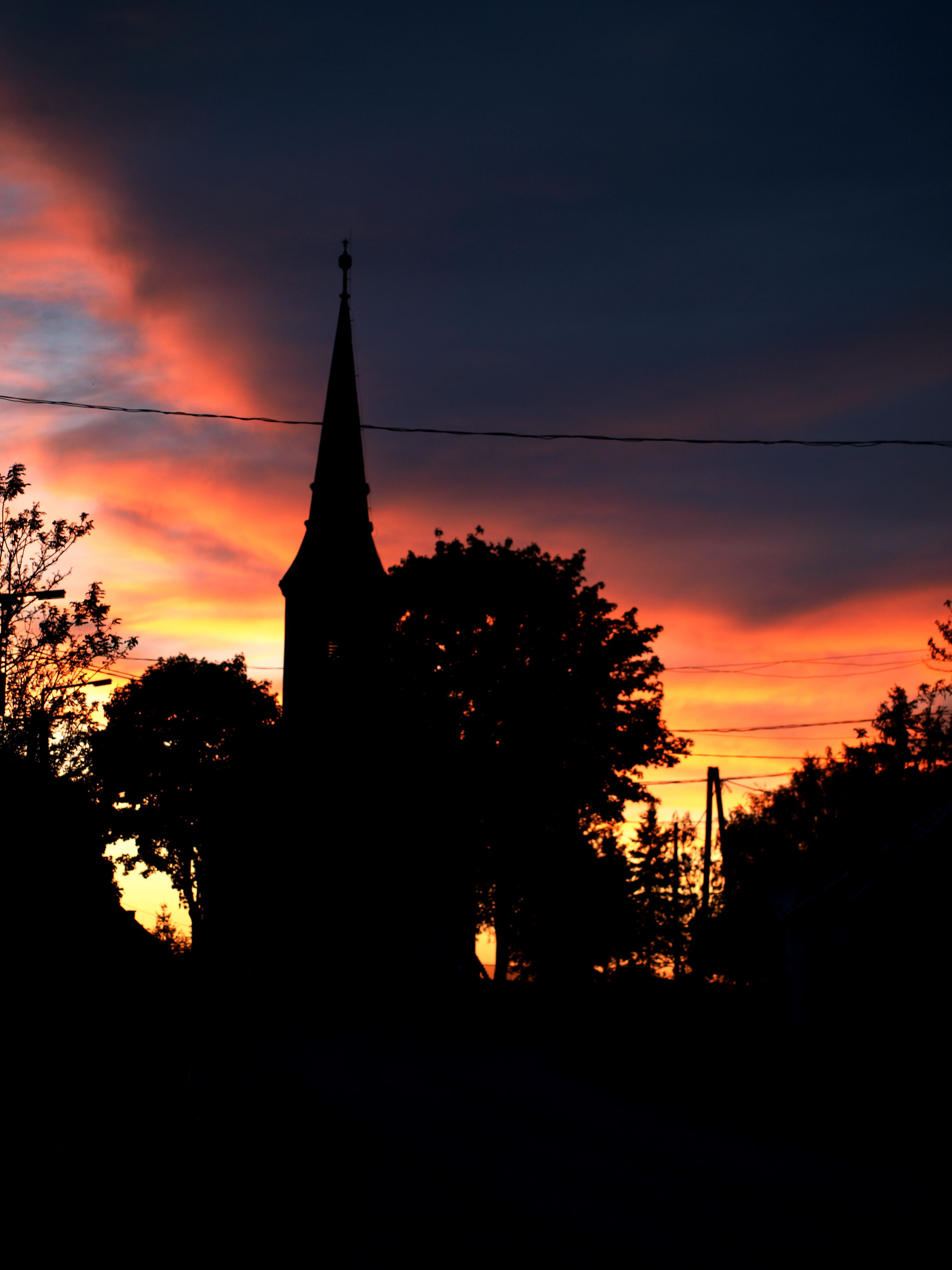
Het kerkje bij zonsondergang